# National Center for Science Education
Il National Center for Science Education (NCSE) è un'organizzazione no-profit con sede a Oakland, in California affiliata con l'American Association for the Advancement of Science. Il National Center for Science Education è un'organizzazione senza scopo di lucro, la cui missione dichiarata è quella di educare la stampa e il pubblico sugli aspetti scientifici ed educativi delle polemiche che circondano l'insegnamento dell'evoluzione e dei cambiamenti climatici, e di fornire informazioni e risorse alle scuole, ai genitori e ad altri cittadini che si battono per l'istruzione scientifica nella scuola pubblica. Il National Center for Science Education ha oltre 4.500 membri tra scienziati, insegnanti, sacerdoti, e cittadini di varie appartenenze religiose e politiche. Il centro si oppone all'insegnamento di opinioni religiose nelle lezioni di scienze delle scuole pubbliche americane attraverso iniziative come il progetto Steve, ed è considerato la più importante organizzazione anti-creazionista negli Stati Uniti.
Tra i sostenitori dell'organizzazione ci sono Bruce Alberts, ex presidente della National Academy of Sciences; Donald Johanson, scopritore del fossile "Lucy"; e il biologo evoluzionista Francisco J. Ayala. Anche il paleontologo e scrittore Stephen Jay Gould è stato per lungo tempo un sostenitore dell'attività dell'NCSE.

## Staff e sostenitori

### Direttori
- Barbara Forrest — Southeastern Louisiana University
- Michael Haas — Orion Renewable Energy Group
- Richard B. Katskee — Americans United for Separation of Church and State
- Kenneth R. Miller — Brown University
- Barry Polisky
- Benjamin D. Santer — Lawrence Livermore National Laboratory
  - Ex Officio, Executive Director: Ann Reid

### Officers
- President: Francisco J. Ayala — University of California, Irvine
- Vice President/Treasurer: Lorne Trottier — Matrox
- Secretary: Robert M. West — Informal Learning Experiences, Inc.

### Staff
- Executive Director: Ann Reid
- Deputy Director: Glenn Branch
- Director of Operations: Rae Holzman
- Director of Communications: Robert Luhn
- Programs and Policy Director: 
  - Joshua Rosenau
  - Steven Newton
- Director of Community Organizing and Research: Emily Schoerning
- Editor, Reports of the NCSE: Stephanie Keep
- Program Coordinator: Claire Adrian-Tucci
- Office Manager: Nina Hollenberg

### Consiglio consultivo
- Chair: Eugenie C. Scott – National Center for Science Education
- Bruce Alberts — University of California, San Francisco
- Francisco J. Ayala — University of California, Irvine
- Frederick Borsch — Lutheran Theological Seminary at Philadelphia
- Stephen G. Brush — University of Maryland
- Sean B. Carroll — University of Wisconsin, Madison
- Johnnetta B. Cole — Smithsonian Institution
- Joel Cracraft — American Museum of Natural History
- Brent Dalrymple — Oregon State University
- James E. Darnell, Jr. — Rockefeller University
- Richard E. Dickerson — University of California, Los Angeles
- Robert H. Dott, Jr. — University of Wisconsin, Madison
- James D. Ebert† — Chesapeake Institute of Johns Hopkins University
- Niles Eldredge — American Museum of Natural History
- Milton Fingerman — Tulane University
- Douglas J. Futuyma — University of Michigan
- Alfred G. Gilman — University of Texas Southwestern Medical Center
- Laurie Godfrey — University of Massachusetts
- Ursula Goodenough — Università Washington a Saint Louis
- Stephen Jay Gould† — Harvard University
- James Hansen - Goddard Institute for Space Studies (ret.)
- Donald Hornig† — Harvard University
- Norman H. Horowitz† — California Institute of Technology
- Francis Clark Howell† — University of California, Berkeley
- Duane E. Jeffery — Brigham Young University
- Donald Johanson — Institute for Human Origins
- Patricia Kelley — University of North Carolina, Wilmington
- Philip Kitcher — Columbia University
- Richard C. Lewontin — Harvard University
- Michael MacCracken - Climate Institute
- Paul MacCready† — Aerovironment, Inc.
- Michael E. Mann — Pennsylvania State University
- Lynn Margulis† — University of Massachusetts
- Malcolm McKenna† — American Museum of Natural History
- Bill McKibben - 350.org
- Keith B. Miller — Kansas State University
- Kenneth R. Miller — Brown University
- John A. Moore† — University of California, Riverside
- David Morrison — NASA Ames
- Dorothy Nelkin† — New York University
- Bill Nye — TV Scientist
- Kevin Padian — University of California, Berkeley
- William S. Pollitzer† — University of North Carolina
- Kevin Padian, University of California, Berkeley
- Robert L. Park — University of Maryland
- Joseph E. Rall† — National Institutes of Health
- James Randi — James Randi Educational Foundation
- Michael Ruse — Florida State University
- James W. Skehan, S.J. — Weston Observatory (Boston College)
- Elliott Sober — University of Wisconsin, Madison
- Frank Sonleitner — University of Oklahoma
- Richard Stucky — Denver Museum of Nature & Science
- Marvalee Wake — University of California, Berkeley
- Mary Jane West-Eberhard — Smithsonian Tropical Research Institute
- Tim D. White — University of California, Berkeley

[† = deceduti]